# Košarka na Poletnih olimpijskih igrah 2004
Košarka na Poletnih olimpijskih igrah 2004. Tekmovanje je potekalo za moške in ženske reprezentance.

## Dobitniki medalj
| Kategorija | Zlato | Srebro | Bron |
| Moški      | ArgentinaCarlos Delfino Gabriel Fernández Emanuel Ginóbili Leonardo Gutiérrez Wálter Herrmann Alejandro Montecchia Andrés Nocioni Fabricio Oberto Pepe Sánchez Luis Scola Hugo Sconochini Rubén Wolkowyski | ItalijaRoberto Chiacig Luca Garri Denis Marconato Giacomo Galanda Nikola Radulović Alex Righetti Matteo Soragna Gianluca Basile Massimo Bulleri Gianmarco Pozzecco Michele Mian Rodolfo Rombaldoni                | ZDAAllen Iverson Stephon Marbury Dwyane Wade Carlos Boozer Carmelo Anthony LeBron James Emeka Okafor Shawn Marion Amar'e Stoudemire Tim Duncan Lamar Odom Richard Jefferson                                                    |
| Ženske     | ZDASue Bird · Swin Cash · Tamika Catchings · Yolanda Griffith · Shannon Johnson · Lisa Leslie · Ruth Riley · Katie Smith · Dawn Staley · Sheryl Swoopes · Diana Taurasi · Tina Thompson                    | AvstralijaSuzy Batkovic · Sandy Brondello · Trisha Fallon · Kristi Harrower · Lauren Jackson · Natalie Porter · Alicia Poto · Belinda Snell · Rachael Sporn · Laura Summerton · Penny Taylor · Allison Tranquilli | RusijaAna Arhipova · Olga Artešina · Jelena Baranova · Diana Goustilina · Marija Kalmikova · Jelena Karpova · Ilona Korstin · Irina Osipova · Oksana Rahmatulina · Tatjana Ščegoleva · Marija Stepanova · Natalija Vodopjanova |

## Medalje po državah
| Poz | Država     | Zlato | Srebro | Bron | Skupaj |
| 1   | ZDA        | 1     | 0      | 1    | 2      |
| 2   | Argentina  | 1     | 0      | 0    | 1      |
| 3   | Italija    | 0     | 1      | 0    | 1      |
| 3   | Avstralija | 0     | 1      | 0    | 1      |
| 5   | Rusija     | 0     | 0      | 1    | 1      |